# یوس لوهوکای
یوس لوهوکای (انگلیسی: Jos Luhukay؛ زادهٔ ۱۳ ژوئن ۱۹۶۳) بازیکن پیشین و مربی کنونی فوتبال اهل هلند است. او هم‌اکنون هدایت باشگاه فوتبال فنلو را بر عهده دارد.
از باشگاه‌هایی که در آن بازی کرده‌است می‌توان به باشگاه فوتبال فنلو و باشگاه فوتبال والویک اشاره کرد. او سابقه هدایت تیم‌های پادربورن، بروسیا مونشن‌گلادباخ، آگسبورگ، هرتابرلین، اشتوتگارت، شفیلد ونزدی و سن پائولی را در کارنامه دارد.

## افتخارات

### مربی
بروسیا مونشن‌گلادباخ
- بوندس‌لیگا ۲، قهرمان: ۰۸–۲۰۰۷

آگسبورگ
- بوندس‌لیگا ۲، نایب قهرمان: ۱۱–۲۰۱۰

هرتابرلین
- بوندس‌لیگا ۲، قهرمان: ۱۳–۲۰۱۲